# 金森誠也
金森 誠也（かなもり しげなり、1927年12月18日 - 2018年6月6日）は、日本のドイツ文学者、翻訳家。専門は、ドイツ文学・ドイツ思想。

## 生涯
東京出身。1952年東京大学文学部独文学科卒業。54年同大学院修士課程修了。日本放送協会に勤務し、国際局欧米部チーフディレクター。1977年に広島大学総合科学部教授、亜細亜大学教養部教授、1983年静岡大学教授。1991年定年退官し日本大学教授。1998年に退職。
1993年に日本独学史学会賞，2007年に国際文化表現学会賞受賞。

## 著書

### 単著
- 『芸術家の私生活』大陸書房 1978
- 『哲学者の私生活』大陸書房 1978
- 『日本を変えた思想 カントからサルトルまで 哲学を見直す本』 かんき出版 1980
- 『惑星グランド・クロス 1999年、地球大逆転の日』光文社・カッパ・ブックス 1982
- 『甦るアトランティス 超科学大陸の発見』光文社文庫 1986
- 『愛の明日がわかる夢判断 今日見た夢を即解明!』学習研究社 1987
- 『秘録ユダヤ予言パワーの謎 「真実か、陰謀か?」その軌跡をたどる』日本経済通信社 1987
- 『信玄とヒトラー 歴史に学ぶ東西「生きざま」比較』日本経済通信社 1988
- 『西洋手相術』日本経済通信社 1988
- 『地球人はUFOでやってきた 人類の祖先は宇宙人だった!』日本文芸社・にちぶん文庫 1995
- 『ゲーリング言行録 ナチ空軍元帥おおいに語る』荒地出版社 2002
- 『真実のアドルフ・ヒトラー : 20世紀の怪物』 PHP文庫 2005
- 『人間は霊界を知り得るか : 哲学者たちが考えた「死後の世界」の研究』 PHP研究所 2006
- 『賢者たちの人生論 : プラトン、ゲーテからアインシュタインまで』 PHP文庫 2009
- 『教科書に書けない「世界史」 : 西洋の意外な風俗から秘密の趣味まで』 PHP文庫 2010

### 共著・編著
- 『旧西洋事情』編著、大陸書房 ムーブックス 1977
- 『洪水大予言 恐るべき地球水没説』マリオ・ツァノート共著、双葉社、1981
- 『30ポイントで読み解くクラウゼヴィッツ「戦争論」』監修 PHP文庫 2003
- 『30ポイントで読み解くマキャヴェリ「君主論」』監修 PHP文庫 2004
- 『30ポイントで読み解く「ローマ帝国衰亡史」 : E・ギボンの歴史的名著が手にとるようにわかる』PHP文庫 2004
- 『悪の人心掌握術 『君主論』講義』編著　中公新書ラクレ 2005
- 『面白いほどよくわかるマキャヴェリの君主論 : 人間と組織の本質を説く権謀術数の書!』監修 日本文芸社 2005 (学校で教えない教科書)
- 『面白いほどよくわかるローマ帝国 : 巨大帝国の栄光と衰亡の歴史』監修 日本文芸社 2006 (学校で教えない教科書)
- 『世界の名言100選 : ソクラテスからビル・ゲイツまで』監修 PHP文庫 2007
- 『「西洋の哲学・思想」がよくわかる本 : ソクラテスからニーチェ、サルトルまで』監修 PHP文庫 2007
- 『人生論からのメッセージ : いかに生きるべきか、真理とは何か』編著 PHP研究所 2007
- 『「霊界」の研究 : プラトン、カントが考えた「死後の世界」』編著 PHP文庫 2008
- 『世界の名作50選 : 教養として知っておきたい』監修 PHP文庫 2008
- 『マヤの大予言封印を解く』岡田英男編、監修 ベストセラーズ・ベスト新書 2011
- 『一日古代ローマ人』監修 PHP文庫 2012
- 『この1冊でよくわかる!ローマ帝国』監修 日本文芸社 2012

### 翻訳
- ポーデウィルス「ドンとヴォルガ」『世界ノンフィクション全集 第16』筑摩書房、1961
- オルガ・レンゲル「アウシュヴィッツの五本の煙突」『世界ノンフィクション全集 第28』筑摩書房、1962
- テオ・ゾンマー『ナチスドイツと軍国日本 防共協定から三国同盟まで』時事通信社、1964
- ヤンコ・ムスリン編『アデナウアーとその時代 省察と展望』鹿島出版会、1967
- ゴルトシュミット=イェントナー『七つの歴史的対決』白水社、1967
- ショーペンハウアー『存在と苦悩』編訳、白水社、1968、新版1995／白水Uブックス 2010、新版2025。改訳
- ヴェルナー・ゾンバルト『恋愛とぜいたくと資本主義』至誠堂、1969
  - 『恋愛と贅沢と資本主義』論創社、1984／講談社学術文庫、2000。改訳
- ショーペンハウアー『孤独と人生』編訳、白水社、1970、新版1996／白水Uブックス、2010、新版2025。改訳
- 『人間ベートーヴェン 生活と信条』法眼弥生共訳、三修社、1970
- ジークムント・フロイト『性愛と自我』編訳、白水社、1971、新版1995
- エーリッヒ・V・デニケン『星への帰還 地球人はいかにして生じたか』角川文庫、1971
- アラスデア・マッキンタイアー『マルクーゼ 現代の思想家』新潮社、1971
- 『ショーペンハウアー全集 1　視覚と色彩について』白水社、1972、のち各・新版
- 『ショーペンハウアー全集 8　自然における意志について』白水社、1973
- 『ショーペンハウアー全集 11　哲学小品集2』白水社、1973
- ヴァルター・R.フックス『集合の本 親と教師のための新しい数学』小学館、1973
- ドイツ連邦共和国外務省編『ドイツ連邦共和国の外交政策』鹿島研究出版会、1973
- エーリッヒ・V.デニケン『宇宙人の謎 人類を創った神々』角川文庫 1974
- ペーター・カイザー『凍る地球 北極の大移動が迫っている』双葉社、1974
- エスタ・レーン『UFOの謎』岡潤共訳、大陸書房、1975
- ロレンツ・ストゥッキ『余暇社会の再検討 豊かさは何をもたらしたか』岡淳共訳、サイマル出版会、1975
- ヴァルター・R.フックス『宇宙の知性体』大陸書房、1976
- モーリス・コリス『コルテス征略誌 黄金の帝王モンテスマの最期』大陸書房、1976。講談社学術文庫、2003
- ゲルハルト・R.シュタインホイザー『超能力の秘密 神々への回帰』角川文庫 1976
- フィリップ・ファンデンベルク『伝説の王妃ネフェルティティ 謎に包まれた数奇な運命とその生涯』佑学社、1976
- ヘルマン・シュライバー『アッチラ王とフン族の秘密 古代社会の終焉』佑学社、1977
- オットー・ムーク『アトランティス大陸の謎 伝説とその真相』佑学社、1977
- ハインリヒ・ブリューニング『ブリューニング回顧録 1918～34年』下巻、片岡哲史・佐瀬昌盛共訳、ぺりかん社、1977
- ウロフ・ヨハネッソン『未来コンピュータ帝国』大陸書房、1977
- 『ヘディン探検紀行全集 1　ペルシアから中央アジアへ』白水社、1978
- ハンス・ヘルムート・キルスト『長いナイフの夜』集英社、1979（選書判）、集英社文庫、1985
- アドルフ・シュナイダー/フーベルト・マルターナー 『UFOの世界 記録写真に見るその実態』啓学出版、1979
- ハンス・ゲオルグ・ベール『商業帝国原始イスラムの謎』佑学社、1980
- ヘルベルト・W.フランケ『紀元3000年のパラダイス』三修社、1983
- ハインツ・G・コンザリク『第6軍の心臓 1942～3スタリングラート地下野戦病院』フジ出版社、1984
- エルンスト=ギュンター・パリス『ホロスコープ人類史 星座が地球の未来を予言する』新人物往来社、1986
- テオドール・プリーヴィエ『モスクワ』フジ出版社、1986
- ハンスヨルク・マウス『悪魔の友ファウスト博士の真実』中央公論社、1987
- オットマール・フォン・モール『ドイツ貴族の明治宮廷記』新人物往来社、1988／講談社学術文庫、2011
- ハインリッヒ・シュネー『「満州国」見聞記 リットン調査団同行記』新人物往来社　1988／講談社学術文庫、2003
- R.ヴェルナー『エルベ号艦長幕末記』安藤勉共訳、新人物往来社、1990
- カレル・チャペック『絶対子工場』木魂社、1990
- コリン・ロス『日中戦争見聞記 1939年のアジア』安藤勉共訳、新人物往来社、1990／講談社学術文庫、2003
- ヴェルナー・ゾンバルト『ブルジョワ 近代経済人の精神史』中央公論社、1990／講談社学術文庫、2016
- イマヌエル・カント『霊界と哲学の対話』論創社 1991。『カント「視霊者の夢」』講談社学術文庫、2013
- 『シャマー カール・マイ冒険小説集』荒地出版社、1992
- テオドール・プリーヴィエ『ベルリン』安藤勉共訳、論創社、1992
- アドルフ・フィッシャー『100年前の日本文化　オーストリア芸術史家の見た明治中期の日本』安藤勉共訳、中央公論社、1994
  - 『明治日本印象記　オーストリア人の見た百年前の日本』講談社学術文庫、2001
  - フリーダ・フィッシャー『明治日本美術紀行　ドイツ人女性美術史家の日記』監修、安藤勉訳、講談社学術文庫、2002
- ヴェルナー・ゾンバルト『ユダヤ人と経済生活』監修・訳、安藤勉共訳　荒地出版社、1994／講談社学術文庫、2015
- ヴェルナー・ゾンバルト『戦争と資本主義』論創社、1996／講談社学術文庫、2010
- エーバーハルト・ロータース『E・T・A・ホフマンの世界 生涯と作品』吉夏社、2000
- アレキサンダー・ミッチャーリッヒ/フレート・ミールケ編『人間性なき医学 ナチスと人体実験』安藤勉共訳　ビイング・ネット・プレス 2001
- フロイト『夢と夢解釈』講談社学術文庫、2001
- ルドルフ・K.ゴルトシュミット=イェントナー『七つの歴史的対決』白水社、2002
- クラウス・ヴァーゲンバッハ/マルコム・パスリー他『カフカ=シンポジウム』吉夏社、2005
- 『フロイト=ユンク往復書簡』上・下、講談社学術文庫 2007。W.マクガイアー/W.ザウアーレンダー 編
- 『心に突き刺さるショーペンハウアーの言葉 : 人生、孤独、悩み、恋愛ほか』編訳 PHP研究所 2008
- 『クラウゼヴィッツのナポレオン戦争従軍記』クラウゼヴィッツの編訳、ビイング・ネット・プレス 2008
- 『ナポレオン 大いに語る』フリードリヒ・ジーブルク 編、PHP研究所 2009
- 『国家を憂う : 世紀の戦略家クラウゼヴィッツの名言を読む』クラウゼヴィッツの編訳、ビイング・ネット・プレス 2009
- 『至高の哲人 バルタザール・グラシアン300の金言』 編訳、PHP研究所 2009
- 『心の病を癒す生活術』カール・ヒルティ、PHP研究所 2010
- 『ユング名言集』カール・グスタフ・ユング／フランツ・アルト 編、PHP研究所 2011
- 『超訳 ゲーテの言葉』長尾剛共編訳 PHP研究所 2011
- 『〈超訳〉古代ローマ三賢人の言葉 = THREE ROMAN PHILOSOPHERS SPEAK ON THE WAY OF HUMAN LIFE』
キケロ　セネカ　アウレリウス、長尾剛共編訳、PHP研究所 2012
- 『人間について』ヴェルナー・ゾンバルト、PHP研究所 2013。抜粋訳
- 『自分自身を支配できる人間になれ : カントの言葉 : 大哲学者が考え抜いた人生の秘訣』編訳 PHP研究所 2015

## 参考
- この1冊でよくわかる! ローマ帝国 - 紀伊国屋書店BookWeb